# Stanley Bate
Stanley Richard Henry Bate (Plymouth, 12 december 1911 – Londen, 19 oktober 1959) was een Brits componist en pianist. 

## Biografie
Bate was een natuurtalent. Alvorens hij een echte muzikale opleiding kreeg had hij voor plaatselijke gezelschappen in Plymouth al twee opera’s gecomponeerd. Hij werd daarbij geholpen door een plaatselijk componist Howard C Lake. Hij bespeelde al op jonge leeftijd het plaatselijk kerkorgel. In 1932 begon zijn studie aan het Royal College of Music, alwaar hij onderricht zou krijgen van  Ralph Vaughan Williams (compositie) en Gordon Jacob (orkestratie) en Arthur Benjamin (piano). Gedurende het seizoen 1936-1937 kreeg hij onderricht in Parijs van Nadia Boulanger en in Berlijn van Paul Hindemith aan de voorloper van Universiteit van de Kunsten. Al gedurende zijn studies schreef Bate meerdere werken. In november 1938 huwde hij medestudent Peggy Glanville Hicks en zij trokken de wereld in. Het huwelijk werd geplaagd door Bates drankzucht en uitingen van homoseksualiteit. Dat hij toch met haar trouwde werd toegeschreven aan haar mannelijke uiterlijk. Zij bezochten de Verenigde Staten en Australië. Haar familie moest niets van Bate hebben. Zij werden verrast door de Tweede Wereldoorlog en moesten die tijd doorbrengen in de VS. Aldaar verbleef ook Thomas Beecham, die enige werken van hem op het podium bracht, waaronder het tweede pianoconcert in Carnegie Hall. Ook Bruno Walter heeft werk van hem gedirigeerd. In 1945 verbleef het paar enige tijd in Brazilië en ontmoette daar Heitor Villa Lobos. Vervolgens werd het weer New York. Het huwelijk sneuvelde in 1948 en Bate huwde het jaar daarop de Braziliaanse Margarida Guedes Nogulera. Dat nieuwe paar verhuisde in 1949 naar Londen en bleef daar wonen. Gewend aan uitvoeringen door klasse-dirigenten, kon Bate in Londen muzikaal niet goed aarden. Hij was te lang weggeweest. Zijn muziek werd wel door het publiek gewaardeerd, maar tot een echte doorbraak kwam het niet. Hij stierf op 47-jarige leeftijd. De oorzaak van overlijden was niet vast te stellen. Hij zou overleden zijn door uitputting, anderen houden het op alcoholverslaving en/of drugs, ook zelfdoding werd genoemd.
Zijn tweede vrouw regelde de begrafenis en vertrok met alle papieren naar haar thuisland. In de late jaren 90 kwam een aantal manuscripten terug naar Engeland als donatie aan het Royal College of Music. 
Zijn werken verschenen zelden op geluidsdragers. Pas in het begin van de 21e eeuw verzorgde Dutton een aantal opnamen. 

## Oeuvre
| opus | Jaar      | Werk                                                       |                             |
| ---- | --------- | ---------------------------------------------------------- | --------------------------- |
|      | 1928      | The forest enchanted                                       | kerstspel                   |
|      | 1929/1930 | All for the Queen                                          | muzikaal sprookje           |
|      | 1933      | Strijkkwartet                                              | strijkkwartet               |
|      | 1934      | Drie stukken voor 2 piano's                                | twee piano's                |
|      | 1934      | Symfonie nr. 1                                             | orkest                      |
|      | 1934      | Pianoconcert nr. 1                                         | orkest/piano                |
|      | 1935      | Eros                                                       | ballet                      |
|      | 1935      | Summer Idyl                                                | orkest                      |
|      | 1936      | Strijkkwartet nr. 1                                        | strijkkwartet               |
|      | 1936      | Concertouverture                                           | orkest                      |
|      | 1936      | Twee preludes voor kamerorkest                             | orkest                      |
|      | 1937      | Pianosonate nr. 1                                          | piano solo                  |
|      | 1937      | Goyescas                                                   | ballet                      |
|      | 1938      | Juanite                                                    | ballet                      |
|      | 1938      | Vioolconcert nr. 1                                         | orkest/viool                |
|      | 1938      | Blaaskwintet                                               |                             |
|      | 1946      | Highland fling                                             | ballet                      |
|      | 1938 ca   | Electra                                                    | toneelmuziek                |
|      | 1938 ca   | Bodas de Sangre                                            | toneelmuziek                |
|      | 1938 ca   | The cherry orchard                                         | toneelmuziek                |
|      | 1938 ca   | Twelfth night                                              | toneelmuziek                |
|      | 1938 ca   | The white guard                                            | toneelmuziek                |
|      | 1944      | The patriots                                               | toneelmuziek                |
|      | 1944      | The fifth year                                             | filmmuziek                  |
|      | 1946      | Jean Helion                                                | filmmuziek                  |
|      | 1950      | Sonate nr. 2 voor viool                                    | kamermuziek                 |
|      | 1951      | Vijf liederen (Five Songs) op tekst van James Joyce        | voor lage zangstem en piano |
|      | 1952      | Concerto grosso                                            | orkest                      |
|      | 1952      | Zes liederen op tekst van Stevie Smith                     | vokaal                      |
|      | 1953      | The pleasure garden                                        | filmmuziek                  |
|      | 1953      | Light through the ages                                     | filmmuziek                  |
|      | 1953      | celloconcert                                               | orkest/cello                |
|      | 1953      | Suite voor viool en orkest                                 | orkest/viool                |
|      | 1953      | Prelude, rondo en toccata                                  | piano solo                  |
|      | 1955      | Symfonie nr. 4                                             | orkest                      |
|      | 1955      | Klavecimbelconcert                                         | orkest/klavecimbel          |
|      | 1955      | Pianoconcert nr. 4                                         | orkest/piano                |
|      | 1958      | Pianoconcert nr. 5                                         | orkest/piano (onvoltooid)   |
| 1    |           |                                                            |                             |
| 2    |           |                                                            |                             |
| 3    |           |                                                            |                             |
| 4    |           | Three winter pieces                                        | piano solo                  |
| 5    |           |                                                            |                             |
| 6    |           |                                                            |                             |
| 7    |           |                                                            |                             |
| 8    |           |                                                            |                             |
| 9    | 1938      | Trio voor fluit, cello en piano                            |                             |
| 10   |           |                                                            |                             |
| 11   | 1937      | Sonatevoor fluit                                           | kamermuziek                 |
| 12   | 1938      | Sonatina voor blokfluit                                    | kamermuziek                 |
| 13   | 1938 ca   | Six pieces for an infant prodigy                           | piano solo                  |
| 14   |           |                                                            |                             |
| 15   |           |                                                            |                             |
| 16   |           |                                                            |                             |
| 17   |           |                                                            |                             |
| 18   |           |                                                            |                             |
| 19   | 1941      | Twee sonatinas                                             | piano solo                  |
| 20   | 1939      | Symfonie nr. 2                                             | orkest                      |
| 21   | 1937      | Concertino voor piano en kamerorkest                       | orkest/piano                |
| 22   | 1938      | Sinfonietta nr. 1                                          |                             |
| 23   | 1937 ca   | Vijf stukken voor strijkkwartet                            | kamermuziek                 |
| 24   | 1938      | Concertante voor piano en orkest                           | orkest/piano                |
| 25   | 1941      | Romance en toccata                                         | piano solo                  |
| 26   | 1939      | Perseus                                                    | ballet                      |
| 27   | 1939      | Cap over Mill                                              | ballet                      |
| 28   | 1940      | Pianoconcert nr. 2                                         | orkest/piano                |
| 29   | 1940      | Symfonie nr. 3                                             | orkest                      |
| 30   | 1943      | Sonatina nr. 3                                             | piano solo                  |
| 31   | 1943      | Sonatina nr. 4                                             | piano solo                  |
| 32   | 1943      | Sonatina nr. 5                                             | piano solo                  |
| 33   | 1943      | Sonatina nr.6                                              | piano solo                  |
| 34   | 1943      | Sonatina nr.7                                              | piano solo                  |
| 35   | 1943      | Sonatina nr. 8                                             | piano solo                  |
| 36   | 1943      | Sonatina nr. 9                                             | piano solo                  |
| 37   | 1943 ca   | Overture to a Russian War Relief                           | piano duo                   |
| 38   | 1943      | Drie stukken voor piano                                    | piano solo                  |
| 38a  | 1943      | Drie mazurka’s                                             | piano solo                  |
| 39   | 1944      | Sinfonietta nr. 2                                          | orkest                      |
| 40   |           |                                                            |                             |
| 41   | 1942      | Strijkkwartet nr. 2                                        | kamermuziek                 |
| 42   | 1943      | Vioolconcert                                               | orkest/viool                |
| 43   | 1943      | Concert voor twee pianos en orkest                         |                             |
| 44   | 1943      | Suite voor piano                                           | piano solo                  |
| 45   | 1943      | Pianosonate nr. 1                                          | piano solo                  |
| 46   | 1946      | Altvioolconcert                                            | orkest/altviool             |
| 47   | 1946      | Sonate nr. 1 voor viool                                    | kamermuziek                 |
| 48   |           | Incantations                                               | vokaal (sopraan/orkest)     |
| 48a  | 1946 ca   | Pastorale                                                  | orkest                      |
| 49   | 1946      | Dance variations                                           | ballet                      |
| 50   | 1944      | Haneen                                                     | orkest/fluit/gongs          |
| 51   | 1945      | Vier liederen op tekst van A.E. Housman                    | vokaal                      |
| 52   | 1946      | Sonate                                                     | kamermuziek                 |
| 52a  | 1947      | Recitatief                                                 | kamermuziek (cello/piano)   |
| 53   | 1946      | Pomes Penyeach (James Joyce)                               | vocaal                      |
| 54   | 1946 ca   | Children’s pieces                                          | piano solo                  |
| 55   | 1946      | Drie liederen Teksten:C Day-Lewis, E. Sitwell, James Joyce | vokaal                      |
| 56   | 1947      | Fantasie                                                   | kamermuziek                 |
| 57   | 1947 ca   | Pastorale                                                  | kamermuziek                 |
| 58   | 1950      | Vioolconcert nr. 3                                         | orkest/viool                |
| 59   | 1947      | Pianosonate nr. 2                                          | piano solo                  |
| 60   | 1948      | Troilus and Cressida                                       | ballet                      |
| 61   | 1948      | Drie liederen op tekst van Hilaire Belloc                  | vokaal                      |
| 62   | 1948      | Twee liederen op tekst van E.E.Cummings                    | vokaal                      |
| 63   | 1949      | Pianosonate nr. 3                                          | piano solo                  |
| 64   | 1949      | Zeventien preludes                                         | pianosolo                   |
| 65   |           |                                                            |                             |
| 66   | 1952      | Pianoconcert nr. 3                                         | orkest/piano                |